# Oddur Hallkelsson
Oddur Hallkelsson es el nombre de al menos dos personajes relacionados con la colonización de Islandia que aparecen en la saga de Njál, ambos relacionados familiarmente y descendientes de la estirpe del colono noruego Hallkell Ásason (n. 895). El primer Oddur Hallkelsson (n. 930) tenía su hacienda en Hólm, y era hijo del colono Halkell Ásason. Oddur tuvo un hijo, Hallkell Oddsson (n. 960), que es el padre del segundo Oddur Hallkelsson (n. 990) que tuvo su hacienda en Kidjaberga.